# Drachten Diamonds
De Drachten Diamonds is een honkbal- en softbalvereniging uit Drachten in de Nederlandse provincie Friesland.

## Geschiedenis
De vereniging werd op 20 april 1961 opgericht als Honkbal Vereniging Drachten. In 1969 werd de titel gewijzigd in Honk en Softbalvereniging Drachten en momenteel wordt de naam Drachten Diamonds gevoerd. De oprichters waren een aantal honkbalenthousiasten die destijds allen werkzaam waren bij de Philips-vestiging in Drachten en het honkbal mee hadden genomen uit Eindhoven waar zij speelden. In 1996 werd een jubileumboek uitgegeven ter ere van het 35-jarig bestaan en in 2001 werd het veertigjarig jubileum gevierd met een groot toernooi.

## Vereniging
Momenteel telt de vereniging rond de honderd leden die spelen in diverse teams. Er is een eerste honkbalteam heren dat uitkomt in de landelijke vierde klasse van de KNBSB. In de jeugd is er een gemengd juniorenhonkbalteam voor spelers van 15 tot 21 jaar, een gemengd aspirantenhonkbalteam voor spelers van 12 tot 15 jaar, een gemengd pupillenteam honkbal voor spelers van 9 tot 12 jaar en een gemengd beeball-team vanaf 5 jaar. De vereniging heeft tevens een damessoftbalteam dat ook uitkomt in de landelijke bondscompetitie in de vierde klasse en een recreantenteam. De vereniging heeft een eigen accommodatie aan de Sportlaan met eigen velden en een American style clubhuis.